# Dolentsi
Pour l’article homonyme, voir Dolentsi (Demir Hisar).
Dolentsi (en macédonien Доленци) est un village du sud-est de la Macédoine du Nord, situé dans la municipalité de Bitola. Le village comptait 265 habitants en 2002.

## Démographie
Lors du recensement de 2002, le village comptait :
- Albanais : 212
- Macédoniens : 51
- Bosniaques : 1
- Autres : 1